# Gentiana apiata
Gentiana apiata är en gentianaväxtart som beskrevs av Nicholas Edward Brown. Gentiana apiata ingår i släktet gentianor, och familjen gentianaväxter. Inga underarter finns listade i Catalogue of Life.